# A Mother's Atonement
A Mother's Atonement é um filme mudo americano de 1915, do gênero drama, dirigido por Joe De Grasse e estrelado por Lon Chaney. Uma cópia parcialmente completa (boninas de um e dois de três) está na Biblioteca do Congresso, em  Washington, D.C.

## Elenco
- Cleo Madison - Alice / Jen Morrison
- Lon Chaney - Ben Morrison
- Arthur Shirley - James Hilton
- Wyndham Standing - Wilbur Kent
- Millard K. Wilson - John Newton
- Ben Rothwell - Jasper Crane
- Mildred Manning - Dorothy Hilton